# Karpiłówka (rejon chojnicki)
Karpiłówka (biał. Карпілаўка, Karpiłauka, ros. Карпиловка, Karpiłowka) – dawne osiedle, a później wieś na Białorusi, w obwodzie homelskim, w rejonie chojnickim, w sielsowiecie Posielicze.
W 1921 roku w miejscowości znajdowało się 9 budynków. 29 grudnia 2008 roku status Karpiłówki został zmieniony z osiedla na wieś. 20 maja 2010 roku została ona zlikwidowana, a jej teren włączony w skład wsi Wilacin.